# Chapelle Notre-Dame-de-la-Clarté de Perros-Guirec
 (mars 2019).
Pour les articles homonymes, voir Notre-Dame-de-la-Clarté, Chapelle Notre-Dame et Notre-Dame.
Notre-Dame-de-la-Clarté (en breton : Itron Varia ar Sklaerder) est le nom donné à une chapelle dédiée à la Vierge Marie, située dans le bourg de La Clarté sur la commune de Perros-Guirec en Côtes-d'Armor (Bretagne).

## La chapelle

### La tradition
La tradition costarmoricaine du XVe siècle raconte qu'un certain seigneur de Barac'h, en Louannec, faillit s'échouer avec son escadre près des Sept-Îles. La brume était si épaisse que la mort des marins semblait inéluctable. Tous, à genoux, firent un vœu à Notre-Dame : le commandant lui élèverait une chapelle si elle opérait une trouée salvatrice dans le brouillard. Le miracle eut lieu et le seigneur de Barac'h fit édifier la présente chapelle.

### L'histoire contemporaine
Beaucoup plus tard, en août 1944, les troupes américaines avaient projeté de bombarder Mez Gouez, un camp retranché à 200 mètres de la chapelle. En représailles, les 600 Allemands pointant leurs canons sur Perros menaçaient de bombarder la ville. Les 7, 8 et 9 août, la brume couvrit Perros-Guirec empêchant les destructions. Le 10 août, les Allemands se rendaient sans opposer de résistance.
Malheureusement, malgré des travaux de restauration de toiture d'octobre 2020 à mars 2021, de nouvelles infiltrations d'eau ont été constatées dès 2022. Un effondrement partiel de charpente a conduit la municipalité à décider la fermeture de l'église par arrêté du 3 mai 2023. Seule une affichette de l'association des Amis de la chapelle, affichée devant l'entrée de la chapelle, en informe le visiteur. Aucune autre information (sur les problèmes constatés, les travaux à venir...) n'est disponible. L'association (dissoute depuis) a constaté au fil des jours de nouveaux dommages. Le visiteur dépité peut cependant, en se rendant sur le site internet indiqué, prendre connaissance de l'historique de l'affaire, découvrir en photos le chemin de croix de Maurice Denis, enfin visiter virtuellement la chapelle grâce à une vidéo disponible sur le site de la paroisse (durée 10 min).

### La question du fondateur

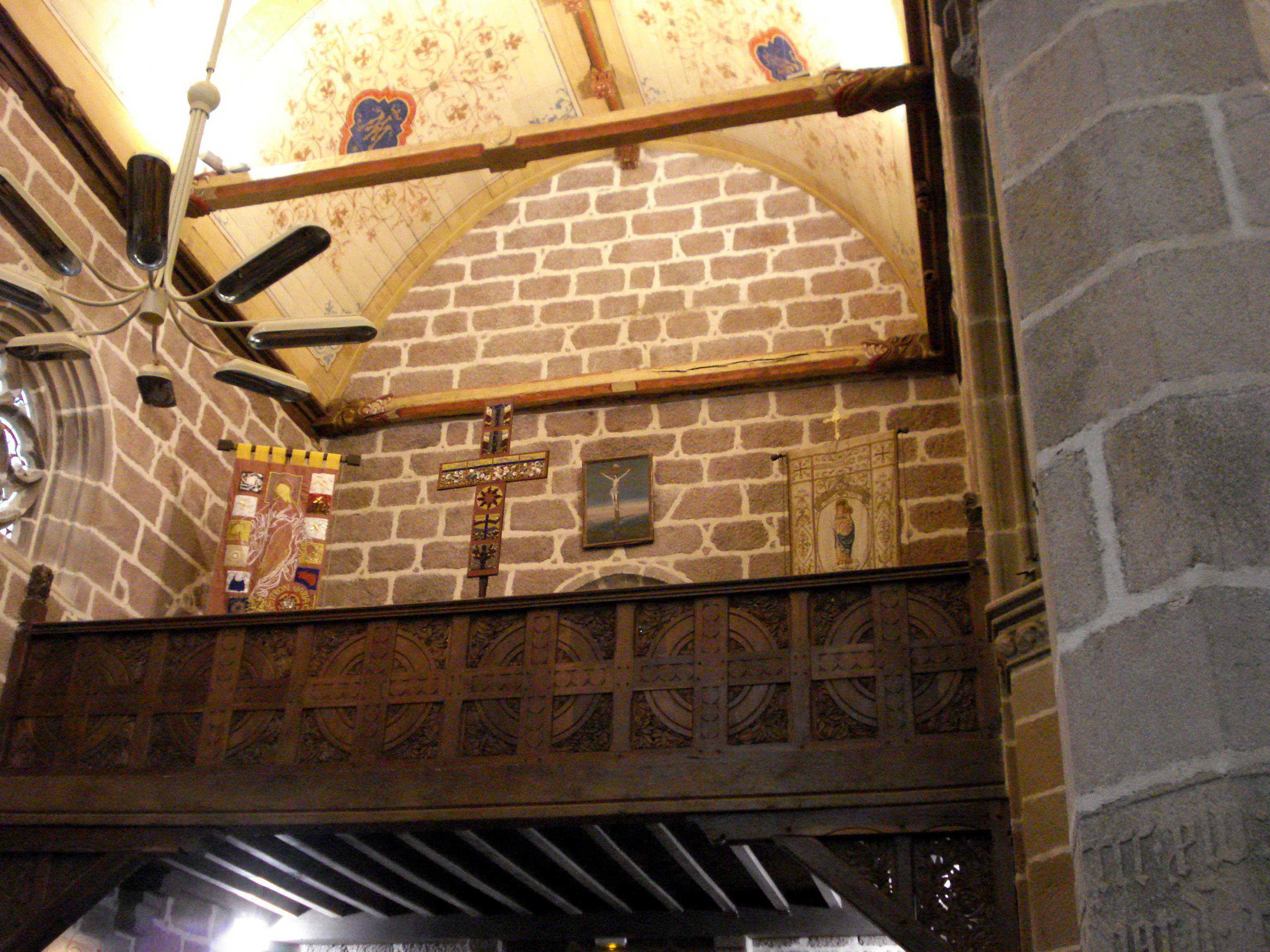
La voûte restaurée et la tribune ornée des deux bannières de N.-D. de la Clarté.

La tradition locale a  toujours maintenu que la construction de la chapelle fut ordonnée en 1445 par Pierre de Tournemine, sieur de Barac'h, d'origine anglaise. Les Tournemine de Barac'h étaient-ils de la famille de l'évêque de Tréguier, Geoffroy de Tournemine, qui nomma saint Yves recteur de Louannec en 1293 ? Toujours est-il qu'un des leurs, Édouard, vicomte de Pléhérel, eut dans sa descendance des barons de La Hunaudaye qui s'allièrent aux Chateaubriand et aux du Guesclin. Sa dernière héritière, Geneviève de Coskaër épousera Louis Le Peletier, président à mortier du Parlement de Paris.
Cependant, en 1627, deux témoins chargés de constater les droits de la famille Coskaër sur la chapelle, Jean Loz de Coatgourhant et Dom Yvon Pezron affirment que les armoiries du fondateur figurent en la maistraisse viltre de la chapelle ainsi que son écusson en bosse au hault du pignon du Levant. Or, armoiries et écusson sont ceux de Roland IV de Coëtmen, parti en croisade en 1458. 
On peut donc affirmer, avec les archives départementales des Côtes-d'Armor, que Roland IV, fondateur de la collégiale de Tonquédec et seigneur de Ker Uzec en Pleumeur-Bodou fut aussi le fondateur de la chapelle de la Clarté. À sa mort survenue à Rhodes vers 1470, son bien passa aux Coskaër de Rosanbo, dont une des descendantes fut Aline, comtesse de Combourg, la belle-sœur de François-René de Chateaubriand.

### L'extérieur
Notre-Dame-de-la-Clarté appartient au style flamboyant breton. On remarque d'emblée certaines irrégularités qui contribuent à son originalité sans nuire à l'harmonie : un seul transept méridional ; une tour carrée surmontée d'un clocher ajouré en granit rose qui semble ne pas faire corps avec l'ensemble architectural. L'église est entourée d'un enclos comportant, en son centre, un socle de granit du XVIIe siècle orné d'un tronc en bois ferré pour les offrandes. Plus loin, une croix érigée par Mre Guillaume Salaün qui la fit ériger en 1630.
Le linteau du porche est remarquable avec une représentation de l'Annonciation faisant face à une Pietà, comme un rappel de la prédiction du vieillard Syméon : « Toi-même, une épée te transpercera l'âme ! ». On peut voir aussi, autour d'une fenêtre à meneaux, l'inscription « Le Carro », des armoiries devenues illisibles et, plus haut, une Vierge-Mère.

### L'intérieur

#### Le porche
Dallé de plaques de schiste de Brélévenez, voûté de deux travées d'ogives, flanqué, selon la tradition, de deux bancs de délibération en pierre, le porche vaut, avant tout, par sa statuaire du XVIIe siècle en bois polychrome : 
- Vierge à l'Enfant,
- Sainte Anne, consacrée officiellement patronne des Bretons, le 26 juillet 1914, apprend à lire et à prier dans une Bible à Marie, sa fille,
- Saint-Pierre,

et Les quatre évangélistes
- Saint Matthieu en homme ailé, symbole de la naissance,
- Saint Marc, accompagné d'un lion, de la résurrection,
- Saint Luc et son bœuf, de l'immolation,
- Saint Jean en aigle, de l'Ascension.

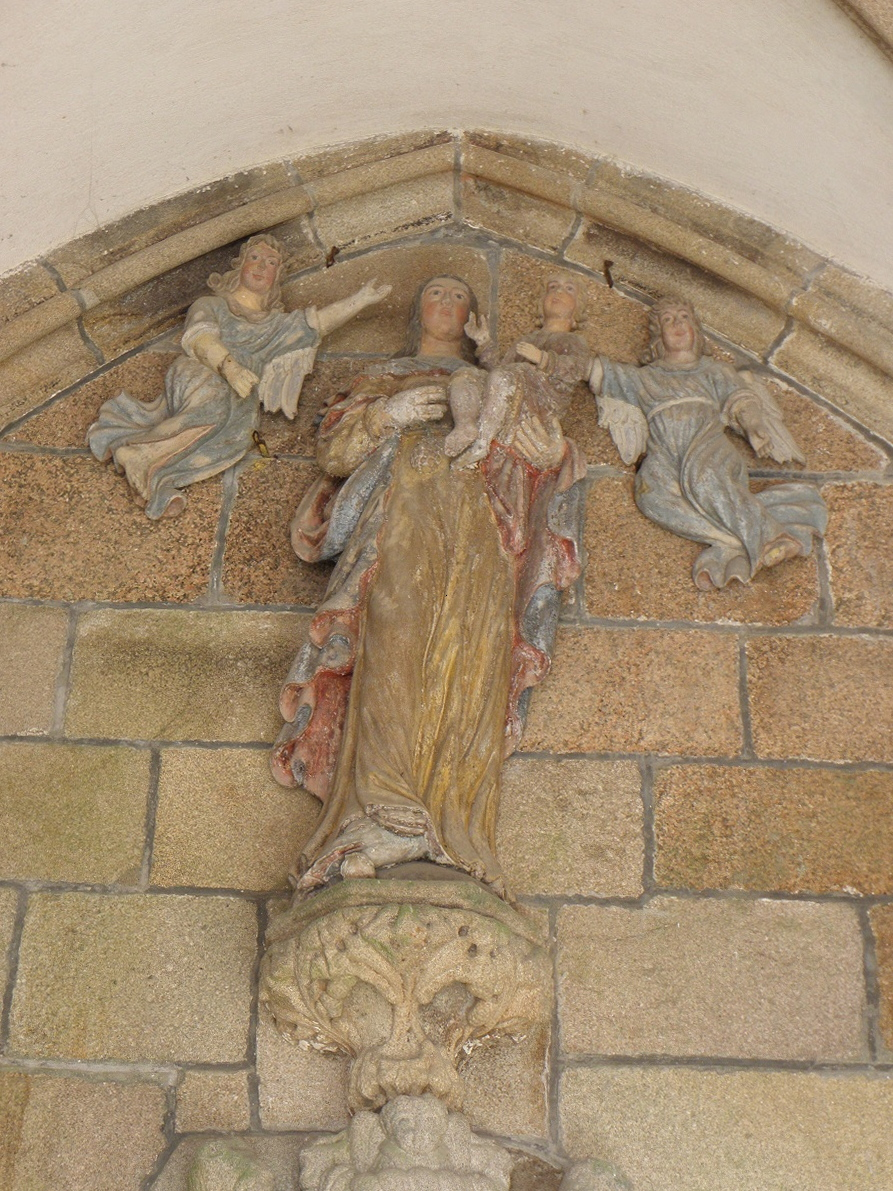
Vierge à l'enfant.
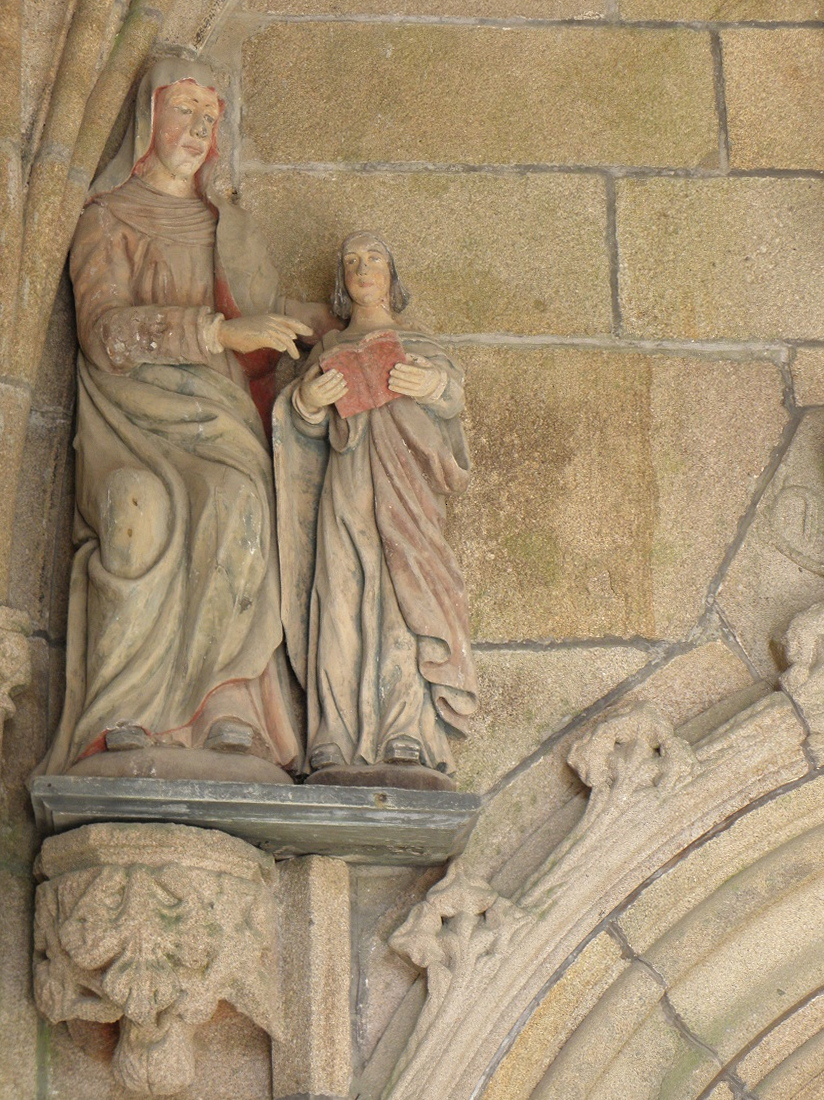
L'éducation de la Vierge par sainte Anne.
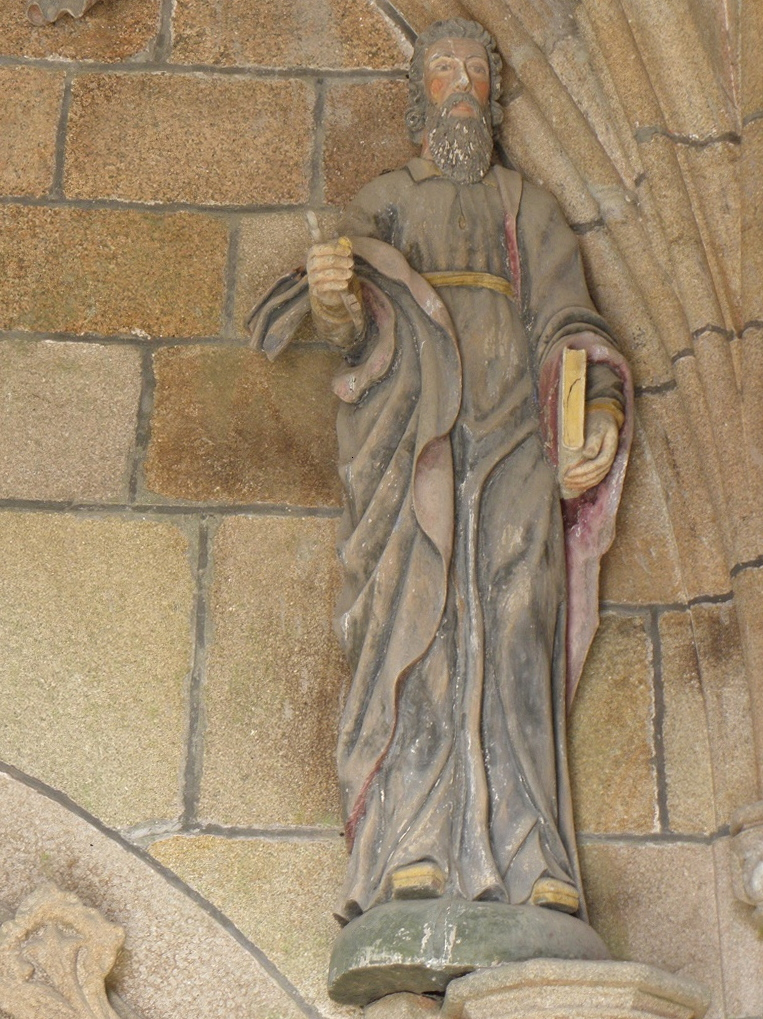
Saint Pierre.
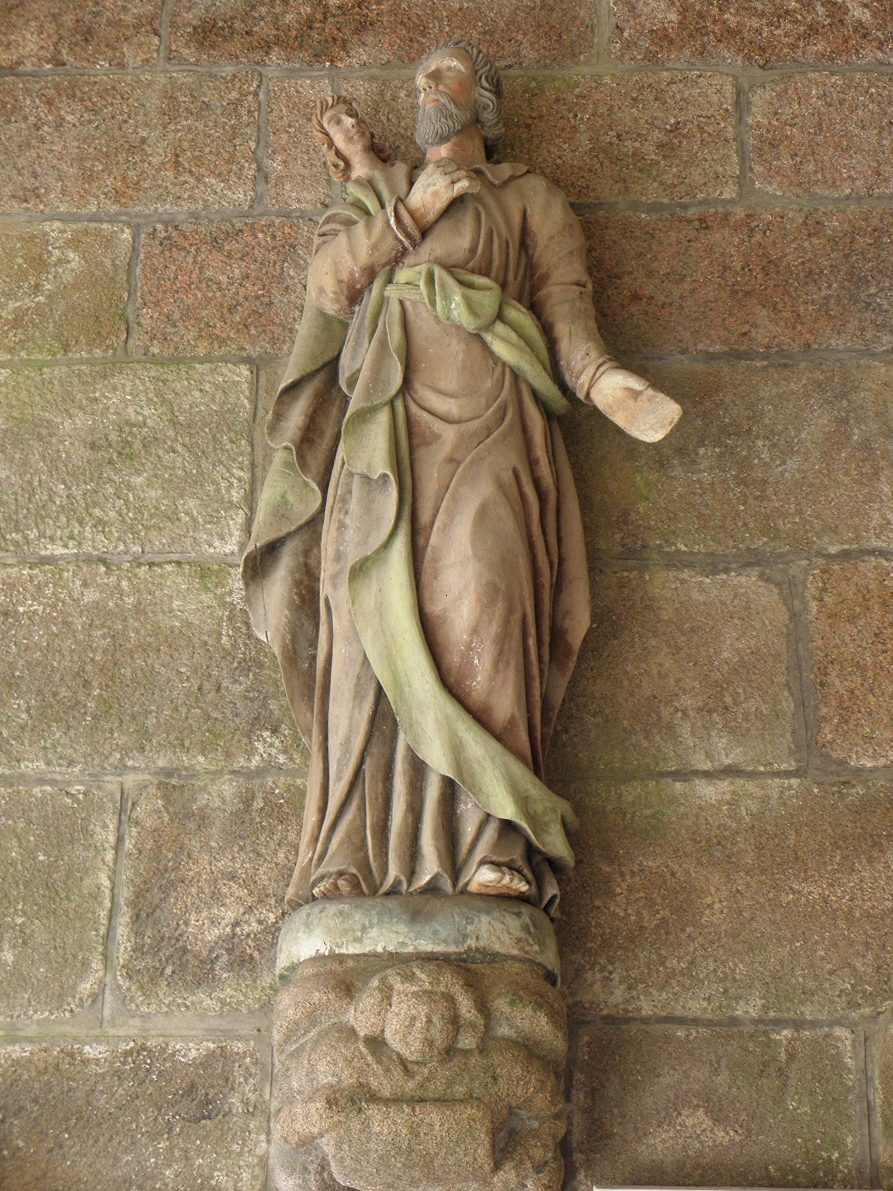
Saint Matthieu.
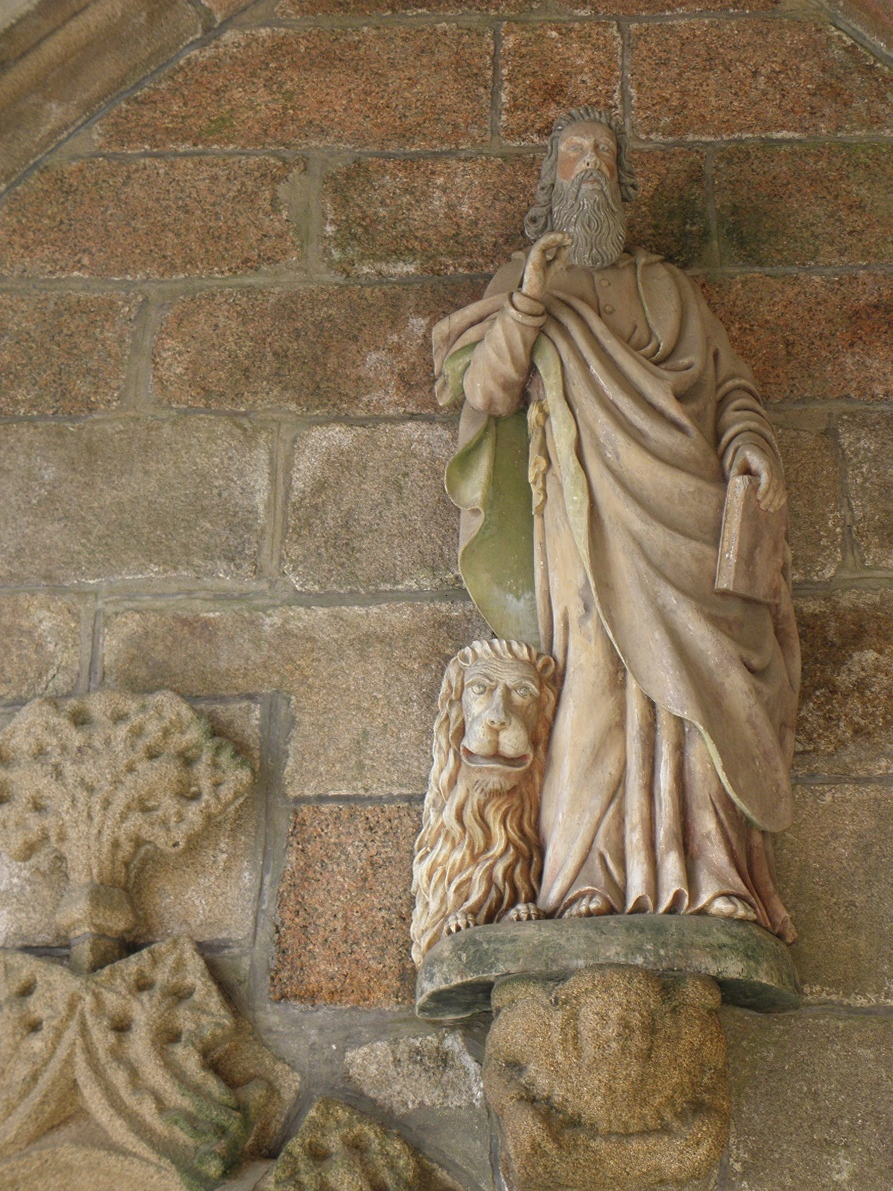
Saint Marc.
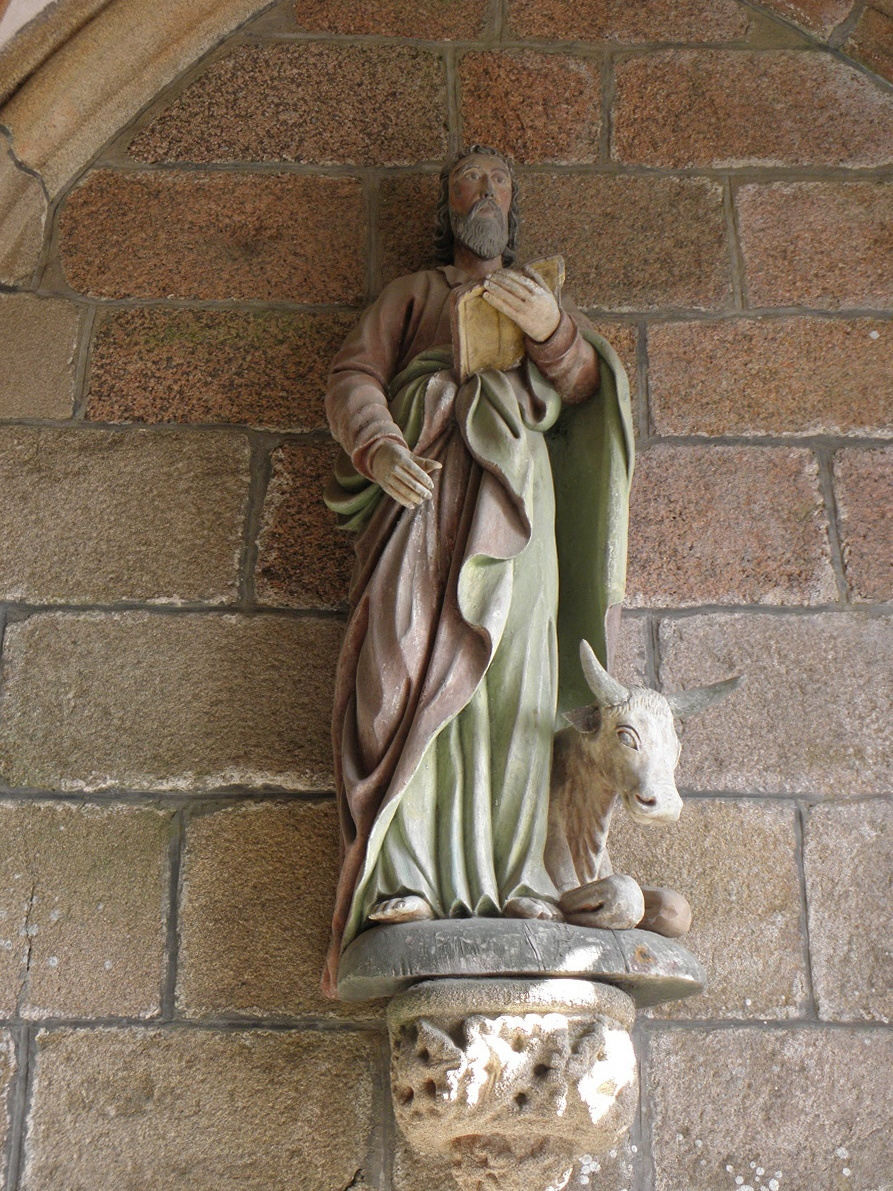
Saint Luc.
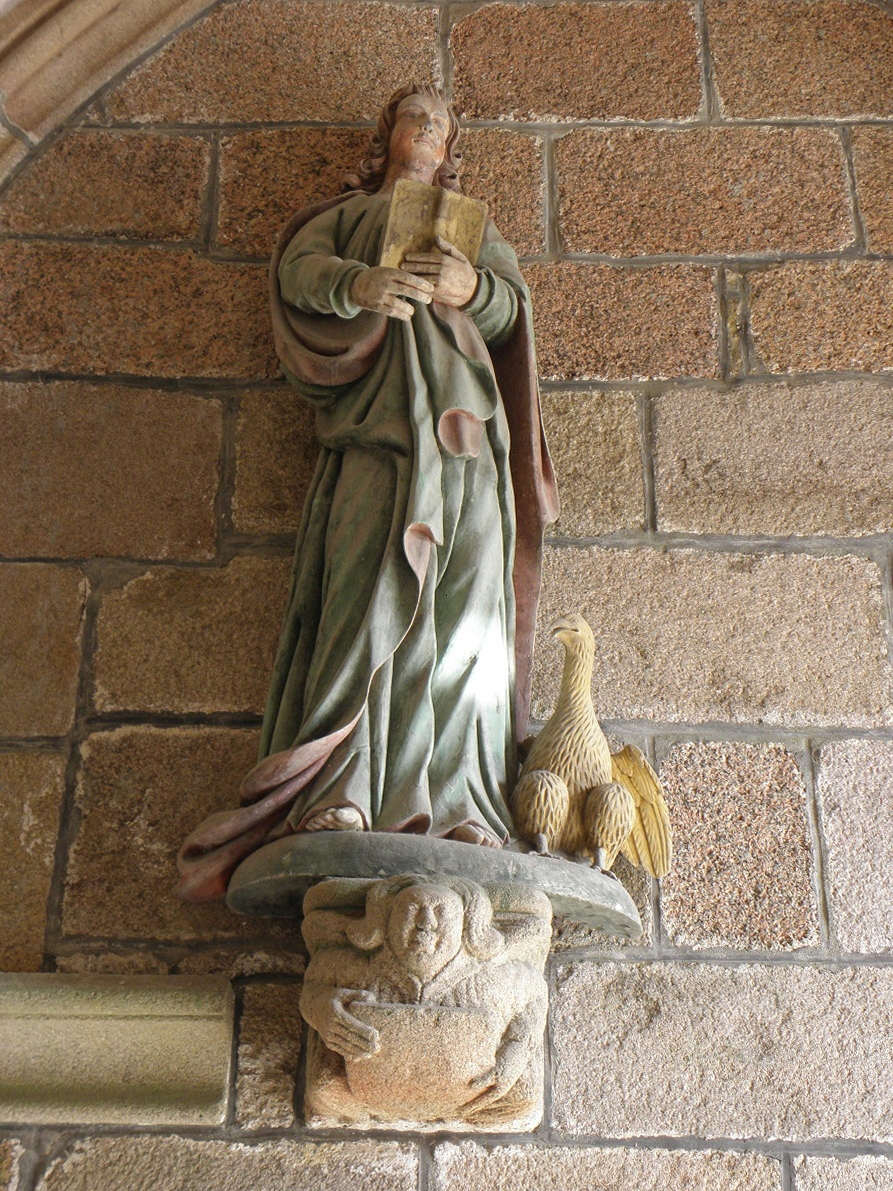
Saint Jean.

Sur les vantaux de la porte de chêne (classés Monuments historiques en 1994) :
- Saint Jean-Baptiste portant une brebis,
- Saint Pierre, la clef à la main,
- La Vierge de l'Annonciation et l'ange tenant en main le sceptre du pouvoir,
- La vierge à l'enfant,
- Saint Paul armé de l'épée, symbole de la puissance de la parole de Dieu exprimée par ses Lettres.

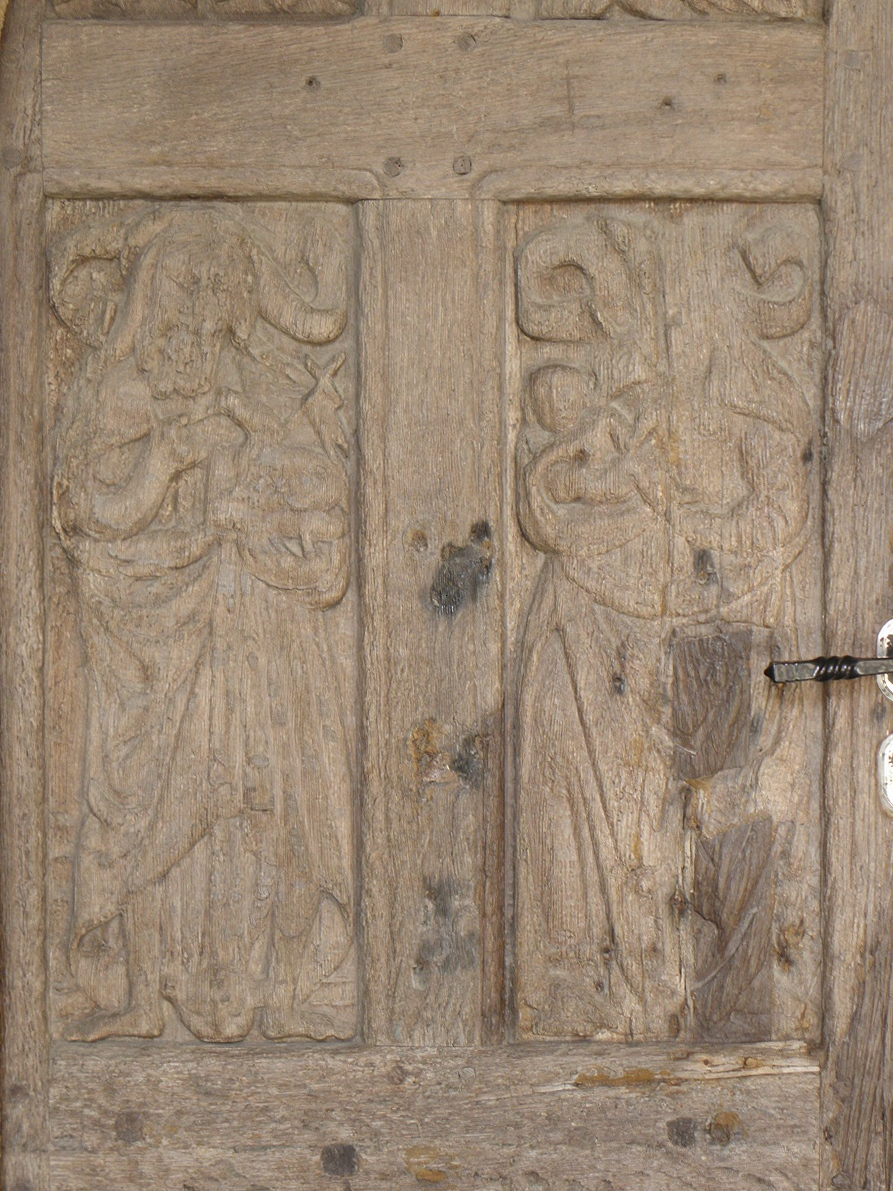
Saint Jean-Baptiste et la vierge à l'enfant.
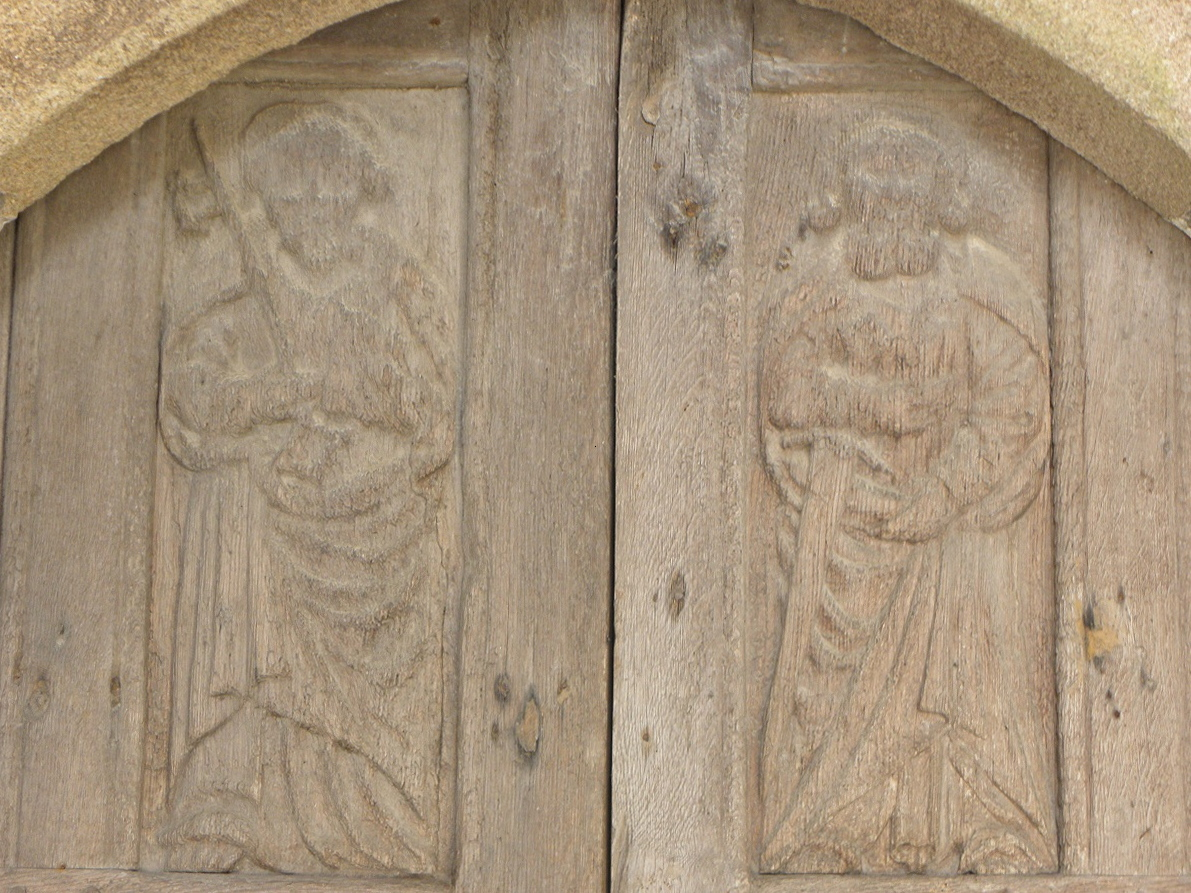
Saint Pierre et Saint Paul.
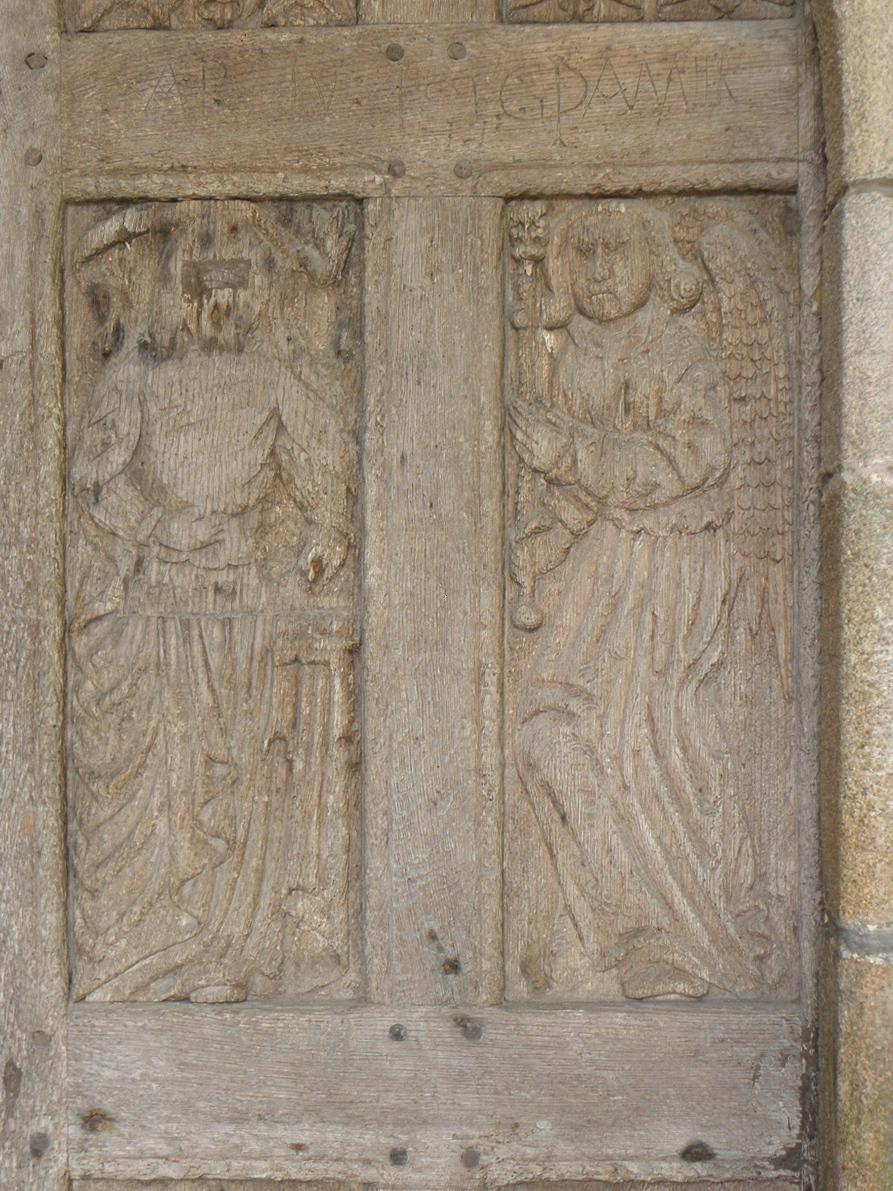
L'annonciation.

#### La nef et le bas-côté septentrional

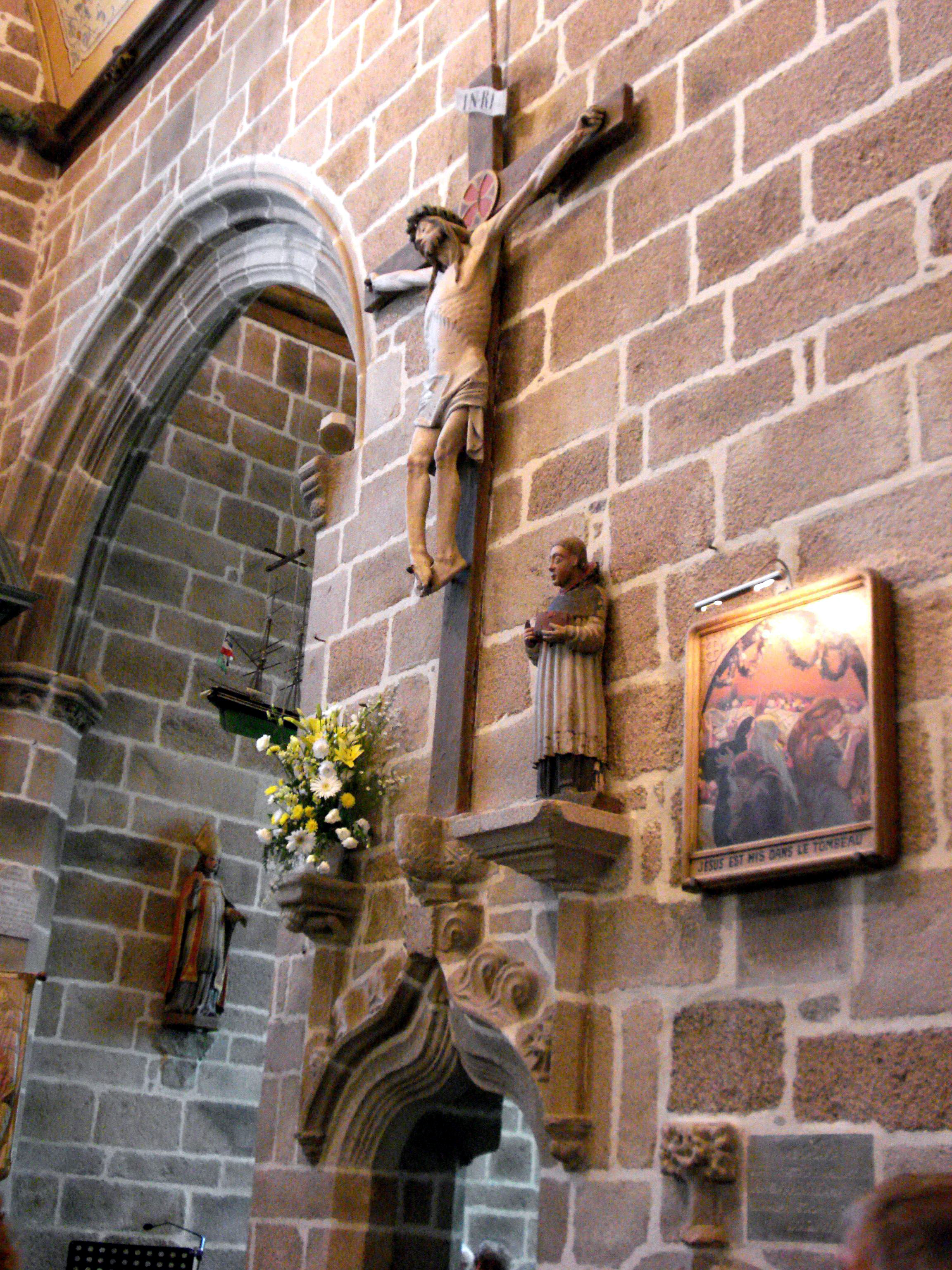
Le Christ en croix, statue de saint Yves et l'une des stations du chemin de croix

Les anciennes descriptions font état d'un jubé du XVe siècle, détruit comme la plupart des jubés bretons au XVIIe siècle, sous le prétexte qu'ils empêchaient les fidèles de voir l'officiant. De la même façon, la chaire a aujourd'hui disparu. Elle faisait face au Christ en Croix du XVe siècle.
À l'entrée, un bénitier du XVe siècle classé aux Monuments historiques, le 30 mars 1904, est orné de têtes de Turcs ou de Maures, faisant mémoire de la Prise de Constantinople en 1453. En bas, au centre, une tête de lion rappelle la miséricorde. À droite, un lapin, signe de la fertilité. Au sol, sous le bénitier, une pierre sculptée représentant une croix, un calice et un ciboire marque l'emplacement de la tombe du chanoine Gouronnec, curé de Perros-Guirec enterré sous le porche en 1939, initiateur de restaurations importantes.
Le grave incendie du 7 janvier 1995 a causé de multiples dégâts et exigé des réfections importantes, dont la voûte qui s'effondre le 26 mai 2000. Restaurée en 2006, elle est de bois, en forme de carène renversée. À dominante jaune, rehaussée de motifs récurrents, elle est éclairée par des luminaires contemporains discrets, ce qui présente l'avantage de clarifier l'ensemble. 
Parmi les nombreux ex-votos, on peut remarquer, outre les plaques traditionnelles de marbre, de granit rose ou gris, des maquettes de bateaux, témoignages de dangers surmontés par leur capitaine et leurs marins : un brick d'un certain L'Hériment, inscrit à l'inventaire supplémentaire des Monuments historiques en 1994, un paquebot inscrit en 1983, un wandera, un yacht à vapeur, un thonier et un trois-mâts barque.

#### Le transept droit
On l'appelle aussi chapelle Saint-Joseph ou chapelle Saint-Samson.
Le fondateur en est Yvon de Lannion, lieutenant général de l'amirauté du duc de Bretagne. Briand II fut un compagnon fidèle de Bertrand Du Guesclin. Après que les Anglais eurent ravagé le Léon et le Trégor, en 1375, Charles V dédommagea la famille en l'anoblissant. En 1445, date de l'édification de la chapelle, Yvon est chevalier, sieur de Cruguil par un mariage qu'a contracté Briand avec Marguerite de Cruguil. Au moment de la réfection de la voûte au XXe siècle, on a découvert un papier caché selon lequel les travaux auraient été exécutés grâce à la gabelle.

#### Le mobilier

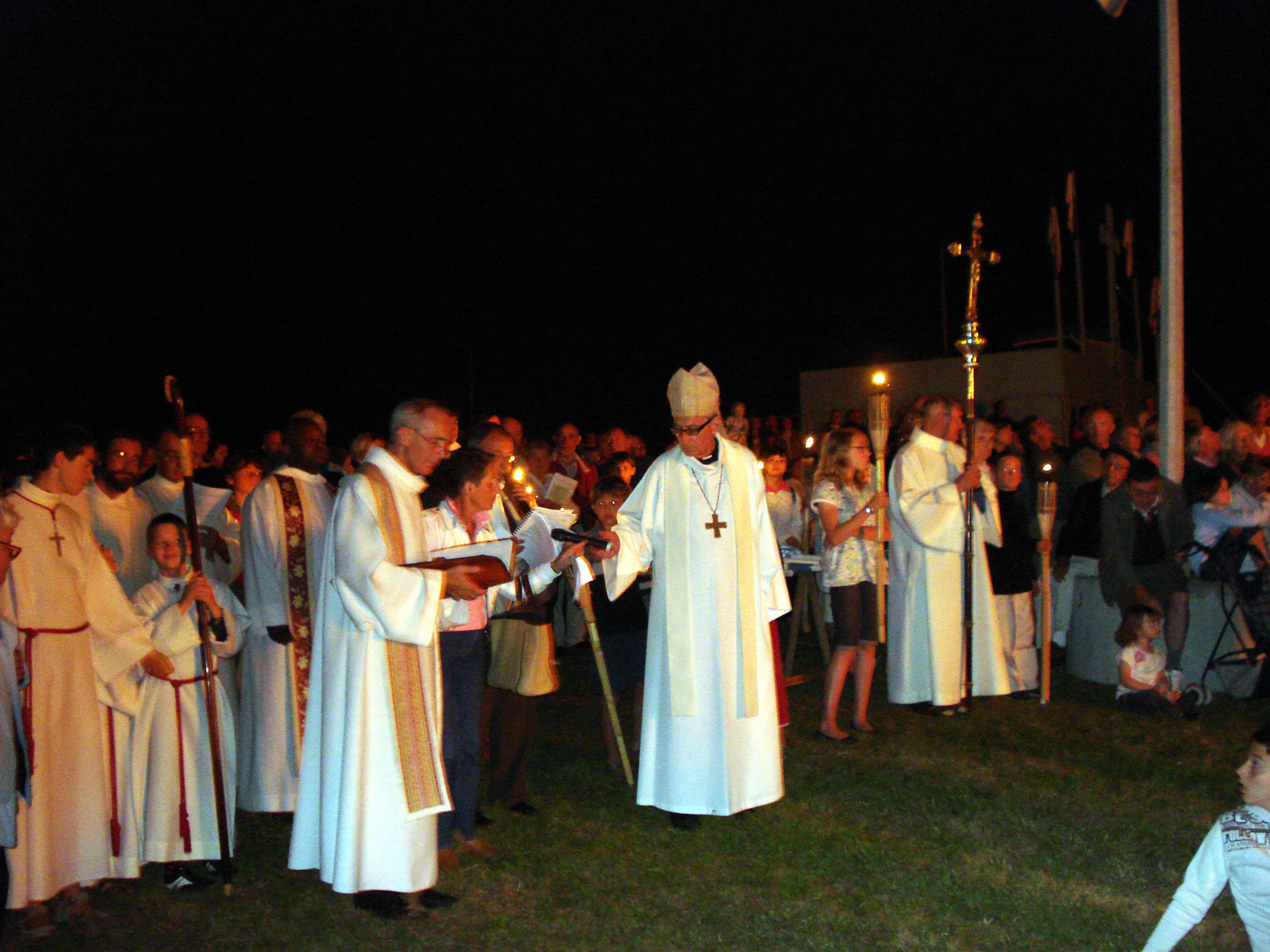
Mgr Georges Gilson, Archevêque émérite de Sens-Auxerre, Prélat émérite de la mission de France, pardonneur à La Clarté en 2009.

- Les statues sont remarquables et leur diversité ne brise pas l'harmonie de l'ensemble. On remarque notamment, dans la partie principale, un Saint-Fiacre reconnaissable à sa bêche ; une Sainte-Anne en bois peint, du XXe siècle, œuvre d'un couple d'artistes du Finistère et un Saint-Yves entre le riche et le pauvre, représentation assez conventionnelle du mondialement célèbre Yves Hélory de Kermartin. Dans le transept droit, on remarque un Saint-Samson revêtu de ses ornements épiscopaux de l'abbaye de Dol de Bretagne, un Saint-Nicolas, patron des matelots, un Saint-Julien-l'Hospitalier qui n'exista probablement jamais, mais auquel Gustave Flaubert s'intéressa tout particulièrement dans ses Trois Contes[5], un Saint-Hervé, le Finistérien de Plouzévédé, protecteur de la volaille contre les renards, et des fidèles contre le démon et enfin un Saint-Tugdual, pape du VIe siècle, vénéré à Tréguier et à Laval.

- Le retable du XVIIIe siècle, dont la construction a commencé le 4 juillet 1767, est ainsi décrit sur l'acte de commande : « (un autel retable et un tabernacle surmonté d')une niche en bois non vicié afin d'y placer l'image de la sainte Vierge de Notre-Dame de la Clarté au milieu de l'autel, avec, sur le côté droit de la dite niche une pareille figure que celle du côté gauche ». La statue de la Vierge, du XVIe siècle a été classée en 1999.

- Les vitraux, du XXe siècle sont de l'atelier de Sainte-Marie de Quintin. On remarquera surtout la grande maîtresse-vitre.

#### Le Chemin de croix
Œuvre du célèbre Maurice Denis (1870-1943), les quatorze tableaux du Chemin de Croix ont été réalisés par le « Nabi aux belles icônes », dans sa propriété de « Silencio » achetée en 1891 à Trestrignel. C'est après la fondation des Ateliers d'art sacré, en 1919, que devenu le théoricien du groupe, Maurice Denis travaille sur son Chemin de Croix. 
Yvonne Jouan rapporte ainsi le commentaire d'un spécialiste qu'elle omet d'identifier : 
Les quatorze tableaux se développent presque unanimement dans des tonalités claires, sinon pastel. On y retrouve l'essentiel de ses conceptions, décorateur et peintre chrétien, dans un curieux mélange de notations historicistes (les costumes des légionnaires romains) et d'orientalisme (les remparts et les ruelles de Jérusalem)

### Protection et sauvegarde
Notre-Dame-de-la-Clarté (et le mur entourant le cimetière attenant) fait l’objet d’un classement au titre des monuments historiques depuis le 30 mars 1904. Cette protection est modifiée par décret du 28 mai 1915.

## Le Pardon

### Historique
Le pardon de Notre-Dame de la Clarté en Perros-Guirec correspond chronologiquement à deux réalités concomitantes du XVe siècle : la construction de la chapelle et l'instauration, comme dans toute la Bretagne, d'une cérémonie religieuse appelée communément « pardon ». En effet, à partir du XVe siècle, la noblesse bretonne construit des églises. Les pèlerins se réunissent alors en foule pour obtenir le pardon de leurs péchés. 
Donc, dès l'origine, il s'agit bien, à Perros comme ailleurs, d'un culte pénitentiel et non d'une simple fête mariale. Cependant, à la suite des événements d'août 1944 (cf. supra "L'histoire contemporaine"), imputés à l'intercession miraculeuse de la Reine de la Paix, Notre-Dame de la Clarté fut couronnée, et le Pardon prit une autre dimension.

### Le Tantad
Traditionnellement, le pardon commence le 14 août vers 21 heures, dans la chapelle, par une veillée de prière où se mêlent cantiques, lectures, sermon, et parfois scènes mimées. Depuis quelques années, l'ensemble des cérémonies est axée sur un thème, le plus souvent moral et religieux. C'est souvent l'occasion pour les fidèles de prendre contact avec le principal officiant, appelé « pardonneur », soit l'évêque du lieu, soit un évêque invité. 
À l'issue de la cérémonie, la foule se rend en procession, avec croix, statues et bannières, sur le tertre où après la lecture d'un passage de l'évangile, commenté au cours d'un prêche, le « pardonneur » se rend au milieu du plateau, pour mettre le feu à un amas d'ajoncs disposés en cône. C'est le « tantad », l'équivalent du feu de la Saint-Jean très apprécié de la foule par les belles nuits d'été. Puis quelques fidèles regagnent la chapelle en procession après le chant du Salve Regina pour assister à la messe de vigiles.

### La grand-messe et la procession

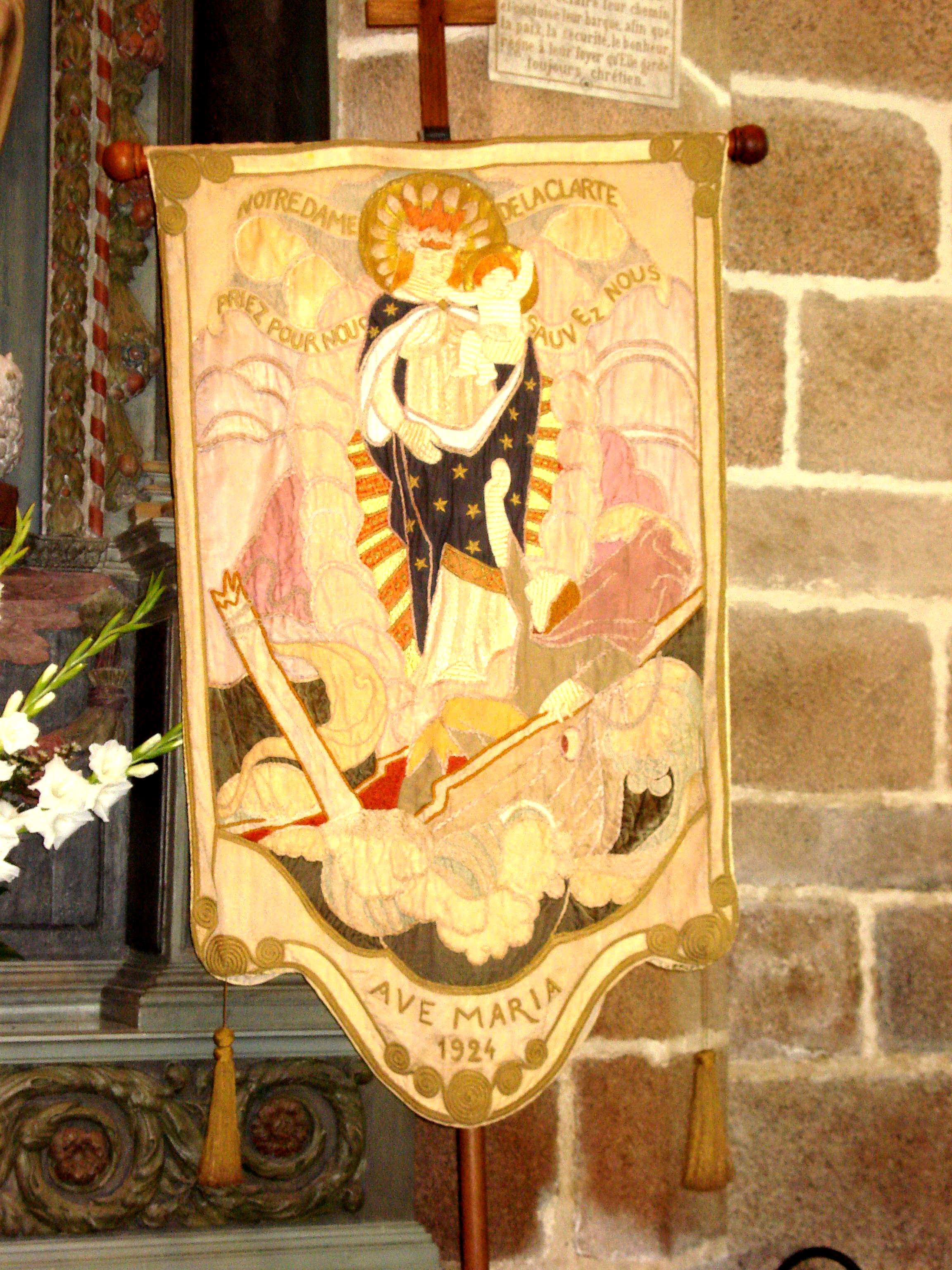
Bannière dessinée par Maurice Denis et qui porte le vœu du seigneur de Barac'h : « Notre-Dame de la Clarté, Priez pour nous. Sauvez-nous. Ave Maria 1924 ».

La messe épiscopale du 15 août est le moment le plus solennel du pardon de Notre-Dame de la Clarté. Tous les prêtres de la région sont conviés à la concélébrer autour de l'évêque « pardonneur ». La cérémonie commence par une procession de la chapelle au podium dressé sur le tertre qui domine la mer. Chaque paroisse (ou relais paroissial) porte la statue de son saint patron, son reliquaire ou ses ex-votos, en costumes traditionnels bretons, précédés ou suivis des bannières. La statue de Notre-Dame de la Clarté couronnée et le cortège des prêtres et de l'officiant clôt la procession. D'emblée, les touristes néophytes sont surtout attirés par les costumes noirs des femmes mariées et blancs des jeunes filles. La grand-messe revêt une solennité que les organisateurs entendent donner à l'événement. Elle est célébrée en français, très peu en breton pour les cantiques, et souvent, pour honorer les hôtes étrangers de passage, en quelques mots de langues étrangères.
L'après-midi, la foule se presse à nouveau sur le tertre pour la procession et la récitation du chapelet. L'ordre des processionnaires est quasi immuable : le Trévou-Tréguignec ouvre la marche suivi de Trélévern. Vient ensuite Louannec avec les reliques de saint Yves, puis Pleumeur-Bodou, Trébeurden, Trégastel, Kermaria-Sulard, Perros. La statue de Notre-Dame de la Clarté ferme la marche. On y récite cinq dizaines de chapelets entrecoupées de cantiques. Traditionnellement, les trois derniers « Ave Maria » de chaque dizaine sont dits en breton. La procession se termine sur la place de la chapelle par un Salut au Saint-Sacrement célébré devant les porteurs de bannières rangés en demi-cercle. Le pardon se termine par les remerciements du recteur au pardonneur, la bénédiction des enfants et le chant breton traditionnel Kantig ar Bugel d'ar Werc'hez (« Cantique de l'Enfant à la Vierge ») qui alterne avec le Cantique du couronnement, en langue française.
Le peintre Ferdinand Gueldry a représenté en 1909 Une messe à Notre-Dame de La Clarté  (huile sur toile, musée des Beaux-Arts de Quimper).

### Les pardonneurs
Chaque pardon est présidé par un évêque invité, appelé « pardonneur ».
- 2010 - Le pardon est présidé par Monseigneur Denis Moutel, officiellement nommé évêque du diocèse de Saint-Brieuc et Tréguier quelques jours après ce pardon.
- 2011 - Le pardonneur est l'évêque émérite du diocèse d'Amiens, Mgr Jacques Noyer.
- 2012 - Le pardonneur est l'archevêque de Monaco, Mgr Bernard Barsi.